# Tremolí
|  | Aquest article tracta sobre l'espècie Leccinum aurantiacum, la representativa dels bolets coneguts com a Mollerons. Per a d'altres espècies que reben aquests nom comú vegeu Molleró. |

El tremolí (Leccinum aurantiacum) també anomenat molleró de trèmol, abró vermell i molleró rogenc és una espècie de fong de l'ordre dels boletals (Boletales). És un molleró comú, del grup dels mollerons alberencs o abrons.

## Morfologia
Bolet d’aspecte esvelt però alhora robust. Barret de 5 a 20 cm de diàmetre; superfície de llisa a finament vellutada; de color uniforme; de caoba o taní a vermell ataronjat o taronja canyella, amb l’edat pot empal·lidir fins a falb; marge excedent, de jove plegat sobre els porus, més tard fragmentat en peces triangulars o irregulars, de fins a 6mm; no acostumen a desaparèixer amb l’edat.
Tubs de blancs o cremosos a beix brunenc o bru grisenc; brunencs al frec; porus de blancs o cremosos a beix brunenc o bru grisenc; brunencs al frec.
Cama consistent, més inflada cap el peu, del diàmetre del barret; blanca, peu sovint amb taques blaves; amb aspres vermellosos de ben jove, amb l’edat enfosqueixen a bru vermellosos, bru vinaci i finalment a bistre; en collir el bolet cal vigilar si la cama és coberta per herbes ja que en aquestes circumstancies els aspres poden ser gairebé blancs; més patents cap el peu.
Carn blanca, al tall enfosqueix a gris vinaci, després a sèpia i finalment a fosc o bistre; en el peu pot ser blau verdosa.

## Hàbitat
Des de l’estiu a la tardor; sembla preferir substrats silícics i neutres; des de l’estatge subalpí a la terra baixa; vora caducifolis, estableix micorrizes especialment amb trèmols, però també roures, bedoll, faig, castanyer i salzes.

## Comestibilitat
Comestible, cal eliminar la cama.

## Comentaris
Per l'aspecte és molt proper el tremolí de cama blanca (Leccinum albostipitatum). Les diferències més evidents estan en el color dels aspres de la cama i el color del barret, tant en material fresc com deshidratat. Mentre en el tremolí els aspres són bru vermellosos, en el tremolí de cama blanca els aspres en els exemplars joves són completament blancs i tan sols enfosqueixen lleument amb l'edat (Cal ser prudents en emprar aquests detalls especialment en tremolins que han estat molt de temps coberts per restes vegetals).